# Huit variations sur « Laat ons juichen, Batavieren! »
Pour les articles homonymes, voir Variations pour piano et K24.
Les huit variations en sol majeur pour piano sur « Laat ons juichen, Batavieren! », K. 24/Anh. 208, sont une œuvre pour piano de Wolfgang Amadeus Mozart, écrite à La Haye ou Amsterdam avant le 7 mars 1766, quand il avait dix ans. La pièce est formée de huit variations basées sur la chanson hollandaise Laat ons juichen, Batavieren! (Réjouissons nous, Bataves !), de Christian Ernst Graf.

## Musique
Cette œuvre est composée pour clavier seul et comprend neuf sections: la première expose le thème, au tempo Allegretto; les autres sections sont des variations sur ce thème, numérotées de I à VIII, dont seules les deux dernières présentent des indications de tempo: Adagio et Primo tempo (Allegretto), respectivement.
- Thème: Allegretto, en sol majeur, à 
, 16 mesures
- Variation I : la main droite joue des doubles croches.
- Variation II : la main droite joue en syncope.
- Variation III : la main droite joue des triolets.
- Variation IV : la main droite joue des triples croches.
- Variation V : la main droite joue un rythme double croche pointée - triple croche.
- Variation VI : la main droite joue des triples croches en syncope.
- Variation VII : indiquée Adagio
- Variation VIII : indiquée Primo tempo, jouée 2 fois, la main gauche joue un accompagnement en triples croches
- Durée de l'interprétation: environ 6 minutes.
- Thème :

La lecture audio n'est pas prise en charge dans votre navigateur. Vous pouvez télécharger le fichier audio.

## Histoire
Sur le chemin de retour de la tournée européenne de la famille Mozart (1764–1766), Leopold Mozart a reçu une proposition «très intéressante» qu'il n'a pu rejeter, pour parcourir la Hollande de septembre 1765 jusqu'à avril 1765. Durant leur séjour dans ce pays, Wolfgang et sa sœur ont donné de nombreux concerts dans différentes villes. La famille Mozart est arrivée à La Haye le 16 septembre 1765, est restée là jusqu'aux environs du 27 janvier 1766, pour continuer vers Amsterdam, où elle est restée jusqu'au début de mars, quand elle est revenue à La Haye pour participer aux cérémonies de l'installation du prince Guillaume V d'Orange-Nassau dans cette cité. Le 16 mai 1766, Leopold Mozart a écrit de Paris à Lorenz Hagenauer, qui se trouvait à Salzbourg :
« Dans le paquet, il y a deux séries de variations [KV 24 et KV 25], dont une que le petit Wolfgang a dû composer sur un air, écrite à l'occasion de l' [...] installation du prince [à la Haye], l'autre série [de variations] a été écrite de manière précipitée sur une autre mélodie que tout le monde chante en Hollande, joue et siffle. Ce sont des bagatelles! Mais si tu veux faire une copie de cela, tu peux le faire, car elles sont peu habituelles. »
Les deux séries de variations ont été annoncées dans le S'Gravenhaegse Vrijdagse Courant, le 7 mars 1766, qui a présenté le KV. 24 comme « une chanson hollandaise pour l'installation de Son Altesse Sérénissime Guillaume V, prince d'Orange etc. etc. etc. mise en musique par C. E. Graaf, et arrangée en huit ingénieuses variations du célèbre et jeune compositeur J. G. W. Mozart, âgé de neuf ans ».
Ainsi, la chanson Laaf ons juichen, Batavieren! a été composée pour l'installation du prince à La Haye, par le compositeur hollandais et maître de chapelle dans cette cité, Christian Ernst Graf. Probablement, la famille Mozart a fait la connaissance de Graf avant le concert qui était organisé à La Haye le 30 septembre 1765.

## Date de composition
On ne connaît pas la date exacte de la composition par Mozart de ces variations. Comme l'œuvre a été annoncée le 7 mars 1766, elle a été écrite un peu avant. Les musicologues français Théodore de Wyzewa et Georges de Saint-Foix proposent une composition à La Haye, en janvier 1766. Cette date est basée sur l'inscription que Leopold a introduite au sujet du KV 24 dans la liste des compositions de son fils en 1768. Alfred Einstein a suivi cette date dans sa troisième édition du Catalogue Köchel. Cependant, actuellement on sait que les dates données par Leopold dans sa liste étaient celles de publication des œuvres, non les dates de composition. Ce qui sûr, malgré tout, c'est que les variations ont été interprétées lors du concert que Wolfgang et sa sœur ont offert à la cour le 11 mars 1766.